# Didemnum cuculliferum
Didemnum cuculliferum är en sjöpungsart som först beskrevs av Sluiter 1909.  Didemnum cuculliferum ingår i släktet Didemnum och familjen Didemnidae. Inga underarter finns listade i Catalogue of Life.